# المشتایه
المشتایه (به عربی: المشتایة) یک روستا در سوریه است که در استان حمص واقع شده‌است. المشتایه ۱٬۰۰۲ نفر جمعیت دارد.